# Aprosictus truncatus
Aprosictus truncatus là một loài bọ cánh cứng trong họ Cerambycidae.